# Errigoiti
Errigoiti és un municipi de Biscaia, a la comarca de Busturialdea-Urdaibai

## Barris
- Atxikas-Rekalde (57 hab.):
- Eleizalde-Olabarri (159 hab.): Nucli originari de l'anteiglesia.
- Metxikas (117 hab.)
- Errigoiti (178 hab.): és la fundació medieval i principal barri del municipi.